# 홍대용선생생가지
홍대용선생생가지(洪大容先生生家址)는 대한민국 충청남도 천안시 동남구 수신리에 있는, 조선시대 후기의 실학자이며 과학 사상가였던 담헌 홍대용(1731∼1783) 선생이 태어난 터이다. 1996년 2월 27일 충청남도의 문화재자료 제349호로 지정되었다.

## 개요
조선시대 후기의 실학자이며 과학 사상가였던 담헌 홍대용(1731∼1783) 선생이 태어난 터이다.
홍대용(1731∼1783)은 북학파 실학자로 유명한 박지원·박제가·이덕우·유득공 등과 친분을 나누며 학문의 세계를 넓혀 나갔으며, 영조 41년(1765)에는 북경에 가서 서양의 과학 및 서양문물을 살피고 돌아왔다. 우리나라에서 처음으로 지전설과 우주무한론을 주장한 사람으로, 사실에 근거하여 진리나 진상을 탐구하는 학문태도와 과학주의적 사고방식을 가진, 조선시대의 가장 뛰어난 과학 사상가였다.

## 같이 보기
- 홍대용

## 참고 문헌
- 홍대용선생생가지 - 국가유산청 국가유산포털